# Copa Merconorte
A Copa Merconorte foi criada em 1998 pela Confederação Sul-Americana (CONMEBOL), com convidados da América Central e América do Norte, servindo de alternativa para os clubes dos países da América do Sul que não participavam da Copa Mercosul.
Esta é a origem do seu nome, uma vez que não existiu um bloco econômico chamado "Merconorte". Foi substituída, junto com a Copa Mercosul, pela Copa Sul-Americana, em 2002.

## História
Foi disputada quatro vezes, de 1998 a 2001. Visando público, foram convidados clubes tradicionais de grandes torcidas de Bolívia, Colômbia, Equador, Peru e Venezuela, além de equipes dos Estados Unidos, México e Costa Rica, convocados sem obedecer critérios técnicos ou classificatórios.
A Conmebol deu fim a Copa Merconorte junto com a Copa Mercosul, substituídas pela Copa Sul-Americana, que em seus primeiros anos contou com times da CONCACAF, assim como ocorria com a Merconorte.
A Copa Simón Bolívar é considerada sua antecedente.

## Campeões

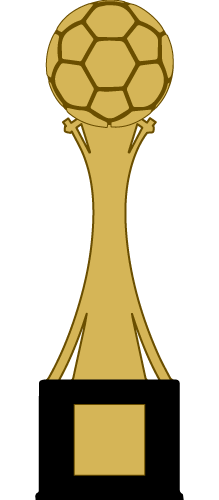
Troféu da competição.

| Ano           | Final             | Final                                | Final                  | Semifinalistas     | Semifinalistas |
| Ano           | Campeão           | Placar                               | Vice                   | Semifinalistas     | Semifinalistas |
| ------------- | ----------------- | ------------------------------------ | ---------------------- | ------------------ | -------------- |
| 1998 Detalhes | Atlético Nacional | 3 - 1 1 - 0 total: 4 - 1             | Deportivo Cali         | El Nacional        | Millonarios    |
| 1999 Detalhes | América de Cali   | 1 - 2 1 - 0 total: 2 - 2 pên.: 5 - 3 | Independiente Santa Fe | Alianza Lima       | Caracas        |
| 2000 Detalhes | Atlético Nacional | 0 - 0 2 - 1 total: 2 - 1             | Millonarios · Colômbia | Chivas Guadalajara | Emelec         |
| 2001 Detalhes | Millonarios       | 1 - 1 total: 2 - 2 pên.: 3 - 1       | Emelec · Equador       | Santos Laguna      | Necaxa         |

### Títulos por equipe
| Clube                  | País     | Títulos         | Vices    |
| ---------------------- | -------- | --------------- | -------- |
| Atlético Nacional      | Colômbia | 2 (1998 e 2000) | 0        |
| Millonarios            | Colômbia | 1 (2001)        | 1 (2000) |
| América de Cali        | Colômbia | 1 (1999)        | 0        |
| Deportivo Cali         | Colômbia | 0               | 1 (1998) |
| Emelec                 | Equador  | 0               | 1 (2001) |
| Independiente Santa Fe | Colômbia | 0               | 1 (1999) |

### Títulos por país
| País     | Títulos | Vices |
| -------- | ------- | ----- |
| Colômbia | 4       | 3     |
| Equador  | 0       | 1     |

## Artilheiros
| Ano  | Artilheiro       | Clube                        | Gols |
| ---- | ---------------- | ---------------------------- | ---- |
| 1998 | Carlos Juárez    | Emelec (Equador)             | 4    |
| 1998 | Héctor Ferri     | El Nacional (Equador)        | 4    |
| 1998 | Héctor Hurtado   | América de Cali (Colômbia)   | 4    |
| 1998 | Néider Morantes  | Atlético Nacional (Colômbia) | 4    |
| 1998 | Rafael Castellín | Caracas (Venezuela)          | 4    |
| 1999 | Juan García      | Caracas (Venezuela)          | 6    |
| 2000 | León Muñoz       | Atlético Nacional (Colômbia) | 6    |
| 2001 | Otilino Tenorio  | Emelec (Equador)             | 7    |

## Estatísticas

### Participações
| Clube                  | Participações               | Melhor colocação |
| ---------------------- | --------------------------- | ---------------- |
| Atlético Nacional      | 4 (1998, 1999, 2000 e 2001) | 1º (1998 e 2000) |
| América de Cali        | 4 (1998, 1999, 2000 e 2001) | 1º (1999)        |
| Millonarios            | 4 (1998, 1999, 2000 e 2001) | 1º (2001)        |
| Emelec                 | 4 (1998, 1999, 2000 e 2001) | 2º (2001)        |
| Alianza Lima           | 4 (1998, 1999, 2000 e 2001) | 3º (1999)        |
| Barcelona              | 4 (1998, 1999, 2000 e 2001) | 6º (1999)        |
| Sporting Cristal       | 4 (1998, 1999, 2000 e 2001) | 6º (2001)        |
| Universitario          | 4 (1998, 1999, 2000 e 2001) | 8º (2001)        |
| El Nacional            | 3 (1998, 1999 e 2000)       | 3º (1998)        |
| Chivas Guadalajara     | 2 (2000 e 2001)             | 3º (2000)        |
| Caracas                | 2 (1998 e 1999)             | 4º (1999)        |
| Necaxa                 | 2 (2000 e 2001)             | 4º (2001)        |
| The Strongest          | 2 (1998 e 1999)             | 7º (1998)        |
| Deportivo Cali         | 1 (1998)                    | 2º (1998)        |
| Independiente Santa Fe | 1 (1999)                    | 2º (1999)        |
| Santos Laguna          | 1 (2001)                    | 3º (2001)        |
| Deportivo Italchacao   | 1 (2001)                    | 5º (2001)        |
| Pachuca                | 1 (2000)                    | 5º (2000)        |
| Alajuelense            | 1 (2000)                    | 6º (2000)        |
| Toluca                 | 1 (2000)                    | 8º (2000)        |
| Estudiantes de Mérida  | 1 (2000)                    | 10º (2000)       |
| New York MetroStars    | 1 (2001)                    | 10º (2001)       |
| Kansas City Wizards    | 1 (2001)                    | 12º (2001)       |
| Aucas                  | 1 (2001)                    | 13º (2001)       |
| Oriente Petrolero      | 1 (2000)                    | 13º (2000)       |
| Blooming               | 1 (2001)                    | 16º (2001)       |